# Edmonton Elks
Edmonton Elks – zawodowy zespół futbolu kanadyjskiego z siedzibą w Edmonton. Drużyna jest członkiem ligi CFL. Elks trzynaście razy zdobyli Puchar Greya, czyli mistrzostwo Kanady w futbolu kanadyjskim.

## Historia
Edmonton Elks są jedną z trzech drużyn w CFL, której właścicielami są mieszkańcy miasta, posiadający akcje klubu. Taki typ własności był w przeszłości najbardziej popularny w CFL. Drużyna jest posiadaczem wielu rekordów ligi CFL, w tym pięć zwycięstw z rzędu w Pucharze Greya (1978-82).

## Sukcesy
- Puchar Greya: 1954, 1955, 1956, 1975, 1978, 1979, 1980, 1981, 1982, 1987, 1993, 2003, 2005, 2015